# Rachel K (nhạc sĩ)
Rachel Kiwanuka, được biết đến với nghệ danh Rachel K hoặc Rachel Kay, là một nhạc sĩ người Uganda. Rachel K sinh ngày 1 tháng 11 năm 1986 tại Tulsa, Oklahoma. Con gái của ca sĩ người Uganda Halima Namakula, Kiwanuka đã thu âm một số album thành công, lưu diễn rộng rãi trong khu vực và hợp tác với nghệ sĩ Uganda và các nghệ sĩ khác trong khu vực. Cô cũng đã làm việc như một diễn viên hài và người dẫn chương trình truyền hình, xuất hiện trên các chương trình phát sóng chính như Jam Agenda và Tusker Project Fame.

## Truyền hình
Rachel Kay là người dẫn chương trình truyền hình trong chương trình truyền hình video Top 8 có trụ sở tại Los Angeles, California và sau đó chuyển đến Uganda và tiếp tục trình bày trên chương trình truyền hình nổi tiếng Jam Agenda trên Công ty Wavah BroadCasting.
Rachel K là một phần của ban giám khảo chương trình Tusker Project Fame mùa 3, cùng với Sanyu FM Presenter Crystal Newman, nhạc sĩ Mathew Nabwiso, một giọng ca chính với ban nhạc Misty Jazz và ban nhạc Soul Beat Africa. Rachel Kay đã dẫn chương trình MultiChoice bộ phim hài Stand Up Uganda năm 2009.

## Âm nhạc
Rachel được phát hiện bởi chính mẹ của cô, ca sĩ nổi tiếng người Ý Halima Namakula, người cũng đã ký hợp đồng với cô cho hợp đồng thu âm đầu tiên của cô dưới nhãn hiệu thu âm No-End Studios. Ở đó, cô đã thu âm đĩa đơn đầu tiên "Every Time", được sản xuất bởi Henry K Deerwa và Deno.
Năm 2006, Rachel K đã biểu diễn cùng với nhạc sĩ Iryn Namubiru trong buổi biểu diễn Unplugged của cô tại Club Silk Lounge. Rachel K đã hợp tác với nghệ sĩ R & B nổi tiếng của Rwanda, Tom Close và cô cũng có những bản hit có không khí lớn trên MTV Base 'Every Time' và 'I Love the way'.
Năm 2010 Rachel K là một phần của nhóm đã thu âm bài hát chủ đề World Cup của Pepsi "Oh Africa" với Akon, Keri Hilson và Soweto Gulletin Choir, được viết bởi bộ đôi Hip hop Rocky City và được sản xuất bởi Prettiboifresh. Cùng năm 2010, Pepsi đã ra mắt "Oh Africa", tại câu lạc bộ F1 ở Uganda.
Năm 2011 Rachel Kay đã có một buổi hòa nhạc chia tay khi cô quyết định quay lại trường đại học ở Hoa Kỳ và tiếp tục học về Mỹ thuật.
Năm 2012 Rachel K đã thử tham gia American Idol và vượt qua vòng đầu tiên.